# 黑寡妇 (娜塔莎·罗曼诺娃)
纳塔利娅·爱丽安诺芙娜·罗曼诺娃（俄语：Наталья Альяновна "Наташа" Романова），化名：娜塔莎·罗曼诺夫（英語：Natasha Romanoff），俗称：黑寡妇（英語：Black Widow）是漫威漫画所出版的美国漫画书中的一位虚构超级英雄。由漫畫编辑斯坦·李创造，故事脚本由唐·里科完成，而绘制则由唐·赫克完成；她于 《悬疑故事》第52期（1964年4月出版）中首次登场。这个角色最早被定位成俄国间谍，并且是超级英雄钢铁侠的对手。她随后在漫画里叛逃至美国，成为虚构的秘密特務组织神盾局的一名特務；后来她也成为超级英雄团队复仇者联盟的成员之一。

## 出版历史

《悬疑故事》第52期（1964年4月出版），黑寡妇首次登场。封面由杰克·科比和保罗·莱曼绘制。

黑寡妇的首次登场是作为“钢铁侠”故事里的一个常驻的非制服的俄罗斯间谍角色出现在《悬疑故事》第52期（1964年4月出版）中。在漫画出版了五期之后，黑寡妇为了她的事业招募了一名对她痴迷的制服射手，而他就是随后成为超级英雄的“鹰眼”。俄罗斯政府为黑寡妇提供了她的第一套制服和高科技武器，但她与美国政府产生嫌隙却是在超级英雄团队系列漫画《复仇者》第29期（1966年7月）出版后。在许多年后成为复仇者联盟第16位正式成员之前，黑寡妇与复仇者联盟的关系处于一种反复摇摆的盟友关系。
黑寡妇的形象在1970年代有了一次升级。在《超凡蜘蛛侠》第86期（1970年7月）中，黑寡妇的红色披肩长髮被重新引入而不再是曾经的黑色短髮，同时她的制服变成黑色紧身服并且还拥有了一个可以发射蜘蛛丝的腕带。这个形象后来成为黑寡妇最常见的形象。
在一次快餐系列里，黑寡妇在《惊奇冒险》第1期到第8期中拥有了属于自己的漫画系列，但这个系列是与异人族分享的。整个系列在第8期的时候，黑寡妇的故事结束了。
在最初的个人系列结束之后，黑寡妇开始在《夜魔侠》第81期到第124期里担任共同出演，甚至在第92期到第107期的封面还一度修改为《夜魔侠与黑寡妇》。《夜魔侠》的作者格瑞·康威回忆道，“我的想法是让夜魔侠与黑寡妇合作，这主要是因为我是娜塔莎的粉丝，我认为他俩在一起会产生有趣的化学反应。” 然而这位获得成功作家还是觉得夜魔侠作为一个孤胆英雄会更好，于是他将黑寡妇逐渐从故事系列里剔除出去了。 不过黑寡妇立即加入了超级组合漫画系列《冠军队》。冠军队成为超级英雄们名义上的领导者，而这个系列一共持续了17期。
在整个1970年代到1980年代期间，黑寡妇都是作为复仇者联盟成员和神盾局特聘特工的角色而存在。她同时也在漫威漫画旗下的汇编漫画系列《漫威号角》第10期到第13期中连续出演，该系列由乔治·佩雷斯和拉尔夫·马奇欧担任编剧主笔，而由佩雷斯担任铅笔线稿师。这些故事后来被收集到超大本单本漫画书《黑寡妇：阴谋网络》中。
黑寡妇还在《孤胆复仇者》、《武力职业》、《钢铁侠》、《漫威合作》等漫画中客串演出。自1970年代末期以来，黑寡妇还经常在《夜魔侠》系列中登场。
在此之后，黑寡妇获得一次在“三期系列”担任主角的机会。这个系列名为“下一次将是烈火（The Fire Next Time）”，在《神秘之旅》第517期到第519期中刊出；由斯科特·洛布德尔担任故事编剧，而由兰迪·格林（Randy Green）担任铅笔线稿师。
目前，一个新的黑寡妇主题漫画系列正在连载，于2010年4月首次出版。第一个故事由玛乔丽·柳担任编剧而由丹尼尔·阿库尼亚担任画师。 不过从第6期开始，该主题漫画由杜安·史维钦斯基担任编剧，而由曼努埃尔·加西亚（Manuel Garcia）和洛伦佐·鲁吉罗（Lorenzo Ruggiero）共同担任画师。
在2010年到2013年期间，黑寡妇也是《秘密复仇者》系列的常驻角色，她在该系列的第1期到第37期中登场。
同样，她还随后出现在由尼克·史宾塞和卢卡·罗斯共同创作的《秘密复仇者》系列中。
2014年1月，一个全新的黑寡妇主题漫画系列出版，该系列由编剧内森·艾德蒙森和画师菲尔·诺托共同创作。
2015年10月，漫威宣布将在2016年启动一个新的黑寡妇主题漫画系列作为秘密战争后重启计划的一部分，该主题系列由马克·怀德（Mark Waid）和克里斯·山耶（Chris Samnee）负责。 第1期已于2016年3月出版。

### 有限系列与特刊
除了《漫威号角》和《神秘之旅》中的剧中剧故事线之外，黑寡妇还主演了四部有限系列和四部图像小说。
一部有关黑寡妇的三集有限系列漫画在1999年6月至8月期间出版，隶属于漫威骑士这个出版品牌。该系列的主角是黑寡妇，同时还完整介绍了她所任命的继任者叶莲娜·贝洛娃上尉。叶莲娜是一个短暂出现在1999年系列中的异人族角色。该有限系列的编剧是《小蜘蛛（The Itsy-Bitsy Spider）》的编剧德文·格雷森，而画师则是杰弗瑞·格伦·琼斯。 紧接着这个有限系列，漫威骑士又推出了一个三集内容的迷你系列并同样以《黑寡妇》为标题。这个系列的黑寡妇继承自故事《崩溃（Breakdown）》，由德文·格雷森和格雷·卢卡担任编剧，而由斯科特·汉普顿担任画师。
在此之后，黑寡妇出版了一部独挑大梁的迷你系列——《黑寡妇：归途》，该系列也是又漫威骑士出版。《黑寡妇：归途》由科幻小说作家理查德·摩根担任编剧；画师最初由比尔·辛克维奇担任，但随后由格兰·帕罗夫（Goran Parlov）在辛克维奇的创作布局下继续创作。 在这部迷你系列之后，一部由此衍生的六集系列续集——《黑寡妇：流言》也紧接着出版了。该续集系列继续由理查德·摩根担任编剧；西恩·菲利普斯担任铅笔线稿师，而由比尔·辛克维奇负责墨线稿。续集紧跟上一系列中断的故事情节继续进行，同时也采用了上一系列的许多角色。
随后，黑寡妇出版了一部图像小说——《黑寡妇：至冷之战》； 同时还和其他超级英雄合作出版了另外三部：《惩罚者 / 黑寡妇：编织末日之网》、《夜魔侠 / 黑寡妇：角斗场》和《弗瑞 / 黑寡妇：致命任务》。同时，她还和的夜鸦在漫威英国出版的漫画系列里携手作战。
黑寡妇还有一个名为《爱是盲目》的短篇故事刊载在《爱在漫威：旷世奇爱》第1期，她在故事里煽动了艾丽卡与夜魔侠之间的感情上的幽默斗争。这个短篇故事非常日系漫画风，它在角色思考和对话的泡泡框里使用了图像而不是文字。
2010年，娜塔莎·罗曼诺夫这个角色在《钢铁侠2》电影中登场，而随后她就得到了属于她的两个独立迷你漫画系列。《黑寡妇与漫威少女》是一部全年龄段的四期漫画系列，讲述了黑寡妇与漫威宇宙里各女性的冒险经历，这其中包括：暴风女、女浩克、魅惑魔女和女蜘蛛侠。该系列由保罗·托宾（Paul Tobin）担任编剧；同时由萨尔瓦多·阿思平（Salvador Espin）、维罗妮卡·甘迪尼（Veronica Gandini）和宫泽猛担任画师。 而另一部四集迷你系列则名叫《黑寡妇：致命起源》，这个系列由保罗·康奈尔担任编剧；而由汤姆·兰内和约翰·保罗·里昂担任画师。

## 角色传记

### 早年生活

黑寡妇的第一套制服造型（以及她的蓬松黑发发型）。出自《复仇者 (漫画书)》第36期（1967年1月）。（唐·赫克绘制）

娜塔莉亞·愛麗安諾芙娜·「娜塔莎」·罗曼诺娃（Natalia Alianovna "Natasha" Romanova）出生于俄罗斯斯大林格勒（今伏尔加格勒），是第一名登场亦是最著名的「黑寡妇」绰号的使用者；同时她亦是一名俄罗斯特工。娜塔莎曾經接受过各種有关间谍、武术和狙击手的训練并拥有一套高科技装备；其中包括一对可以戴在手腕上的能量发射器，它被称之为“寡妇叮咬”。在娜塔莎最初的几次登场中并没有穿着制服，而是穿着晚礼服并戴着面纱。娜塔莎最終向美国政府投诚，她背叛俄罗斯的原因之一就是她不愿意将她挚爱的鹰眼当成敌人。
关于娜塔莎的童年的第一个暗示来自伊万·彼得罗维奇（Ivan Petrovich），他是1970年代的《惊奇冒险》中的黑寡妇故事里一个中年司机和黑寡妇的知己。彼得罗维奇告诉夜魔俠，他在1942年的秋天的斯大林格勒战役中被一名女士给予娜塔莎的抚养权。因此他全力当好这个孤女的代理父亲，同时培养她成为一名苏维埃间谍好报效她的祖国。 而在另一次的回忆里，场景来到了虚构的1941年的马德里波尔岛。彼得罗维奇在这里帮助了美国队长以及一名后来成为了加拿大超级特工兼制服英雄的變種人——“金刚狼”罗根，三人从纳粹黨的手里救下了娜塔莎。
根据重新定位和修订的黑寡妇起源故事，娜塔莎在幼年时期就参与了苏联的“黑寡妇培训项目”，而不再仅仅是伊万·彼得罗维奇。 彼得罗维奇带着她和其他孤女加入了X部门，娜塔莎在那里被洗脑并被安排到隐蔽的“红房子”接受了战斗和间谍训练。在那里，娜塔莎的生理和心理方面得到了加强，这为她漫长的生命和永葆年轻的体质打下了基础。在她接受培训的那段时间，她的其中一位导师是巴奇·巴恩斯，他们俩之间还有一段短暂的爱情故事。 每一名黑寡妇都会被植入错误的记忆，以确保她们的忠诚。但是最后娜塔莎会发现这点，包括她曾以为自己是芭蕾舞演员的事情。进而娜塔莎还调查到“红房子”并没有消失，而是以的代号继续活动。
克格勃为娜塔莎与著名的苏联飞行测试员阿列克谢·肖斯塔科夫安排了婚姻。但是，在苏联政府决定让肖斯塔科夫成为他们的全新特工“紅色守衛者”时，他却被告知禁止与他的妻子娜塔莎联系。娜塔莎被告知丈夫肖斯塔科夫去世之后，她接受了另外的间谍培训。

### 复仇者时代
长大成人之后，娜塔莎成为了一名紅顏禍水。她被指派协助鲍里斯·屠格涅夫去刺杀安东·万科教授，理由是万科教授背叛了苏联。这是娜塔莎第一次在美国执行任务。作为刺杀计划的一部分，娜塔莎与鲍里斯潜伏进了斯塔克工业。 娜塔莎试图操作美国的国防承包商東尼·史塔克以获得相关讯息，但她也因此不得不面对東尼的超级英雄身份钢铁侠。娜塔莎与鲍里斯携手对付钢铁侠；鲍里斯此时盗走了万科教授的绯红机甲，并穿着它参加了战斗。万科教授牺牲了自己来保护钢铁侠，并在期间用不稳定的实验性激光手枪杀死了鲍里斯。 此后娜塔莎遇到了还是罪犯的弓箭手鹰眼，并让他去对付钢铁侠； 娜塔莎也在后来协同鹰眼对付钢铁侠。
后来，黑寡妇再次请求鹰眼与她一同刺杀钢铁侠。这次他们差点就成功了，但是因为黑寡妇在行动中受伤，鹰眼为了她的安全而选择了撤退。 在此期间，黑寡妇试图从苏联叛逃并爱上了鹰眼，她对鹰眼的爱削弱了她对苏联的忠诚。当黑寡妇的上级组织知道她企图叛逃的事情之后，克格勃试图枪杀她。在送黑寡妇去医院的途中，她要求鹰眼改邪归正并寻求成为复仇者联盟的成员。
黑寡妇在这之后再度被红房子绑架并洗脑，和她一起被洗脑的还有剑客和初代神力人；他们随后被集合在一起与复仇者联盟作战。 在鹰眼的帮助下，黑寡妇最终摆脱了对她的心理控制并成功叛逃。她后来与鹰眼、蜘蛛侠和夜魔侠有进一步的冒险故事。她最终以女主角的身份加入复仇者联盟。

### 神盾局时代

《黑寡妇：流言》（2005年11月）封面（比尔·辛克维奇绘制）

娜塔莎后来成为了国际间谍组织神盾局所雇佣的自由特工，她被尼克·福瑞私下派往中国執行任务。在那里，她与复仇者们一起展开了与凌上校、布鲁史夫将军以及她的前夫紅色守衛者的战斗。 有一段时间，正如作家莱斯·丹尼尔斯在1971年的一项同期研究里所指出的那样。
……她（娜塔莎）的左派成长经历得到了更好的利用，在最近的行动中，她与那些现实中压迫人类类型的行为做斗争。她帮助年轻的波多黎各人清理警察队伍中的腐败行为，并拯救那些年轻的嬉皮士使他们免受有组织犯罪的伤害。……（《惊奇冒险》第3期的宣传页）反映了虚拟人物开始涉及现实事务的趋势，这个举动已经被漫威漫画以及它的竞争对手DC漫画所广泛宣传。
在旧金山生活期间，娜塔莎与麥特·梅鐸墮入了爱河；同时她与麥特的另一个身份夜魔侠一起作为一个独立的超级英雄而展开行动。 在那里，娜塔莎试图成为一名时装设计师并就此开展自己的全新职业生涯，但是她遭受到了失败。最后，她与默多克的关系陷入到停滞状态。在与复仇者联盟进行短暂合作之后，娜塔莎选择和默多克分手，因为她担心她所扮演的“助手”角色会让自己和默多克的关系变得平淡。 在一次九头蛇试图接管神盾局的行动中，娜塔莎遭受了非人的折磨，以至于她的记忆回归到了教师南希·拉什曼（Nancy Rushman）这个旧的保护身份上。好在娜塔莎很快被蜘蛛侠救回，她一边帮助福瑞和尚氣处理当前的问题，一边恢复着自己的记忆。在恢复自己的记忆之前，娜塔莎对蜘蛛侠产生了爱慕之情。她的记忆在与蝰蛇夫人、回旋镖和银武士的最后一场战斗中恢复了。 娜塔莎后来回归到马修的生活中，但是她却发现他正与希瑟·格伦（Heather Glenn）交往。 这促使娜塔莎最终离开了纽约。 娜塔莎终于意识到马修·默多克只会用柏拉图式的术语想象自己，并克制他与自己的任何进展。

### 冠军小隊时代
黑寡妇在与夜魔侠分手后搬到了洛杉矶居住。在这里，她成为一个短暂的超级英雄团队—冠军小隊的领袖。冠军小隊的成员包括她自己、恶灵骑士（约翰尼·布雷泽）、赫拉克勒斯，以及X战警的前成员天使和冰人。
黑寡妇的朋友通常称呼她为“娜塔莎（Natasha）”，而并非她正式姓名里的“纳塔利娅”。而她自己有时也会将自己的姓氏改为“罗曼诺夫（Romanoff）”，这是一个针对分不清俄罗斯姓名男性与女性后缀的私人笑话。她被暗示是罗曼诺夫王室的后裔，并且与俄罗斯末代沙皇尼古拉二世有关系。

### 新世纪時代
娜塔莎遇上夜魔俠（馬特·梅鐸），但馬特受到了改變心靈的藥物的影響，試圖殺死一個被他認為是反基督的嬰兒。在馬特的女友-凱倫·佩吉被靶眼殺死後，娜塔莎與悲痛的梅鐸和好，表示她還愛他，但他的情緒過於憤怒。
娜塔莎受到葉蓮娜·貝洛娃的挑戰，她是在黑寡婦計畫中，第一個超越娜塔莎的分數的人，並認為自己是“黑寡婦”的合法繼承者。娜塔莎稱她為“小傢伙”和“rooskaya”（意為“俄羅斯人”），並鼓勵她發現自己的個性而不是盲目從命，娜塔莎問她“當妳可以成為葉蓮娜·貝洛娃，為什麼要成為黑寡婦?”在幾次對抗之後，娜塔莎對葉蓮娜進行了強烈的心理操縱，目的是為了讓她了解間諜活動黑暗的真相，並遭受痛苦與打擊。憤怒但幻想破滅的葉蓮娜最終回到家中，暫時不再做間諜。儘管馬特·梅鐸對娜塔莎對待葉蓮娜的殘忍行為感到震驚，但尼克·弗瑞表示這一行為，是因為娜塔莎試圖拯救葉蓮娜。在復仇者聯盟和雷霆特攻隊聯合起來戰勝尼法瑞雅伯爵後，娜塔莎幫助夜魔俠組建了一個新的團隊，來抓捕原本被認為是謀殺尼克弗瑞的兇手的懲罰者。然而，在她和她的隊友匕首與一群叛變的神盾局機器人作戰後不久，這個團隊就解散了。巧合的是，她很快就與夜魔俠和懲罰者合作，對抗由格雷斯兄弟(Brothers Grace)掌管的歐洲犯罪集團。幾個月後，她在追捕戰犯阿納托利·克雷連科 (Anatoly Krylenko)的過程中，與鷹眼發生衝突。
在緋紅女巫失控，似乎殺死了鷹眼並再次解散復仇者聯盟後不久，厭倦了間諜活動和冒險的娜塔莎前往亞利桑那州，但卻成為了目標。她發現許多曾在黑寡婦計劃中接受過培訓的女性，現在都在被吉納康公司(Gynacon)追捕並殺害。黑寡婦一路調查，回到了俄羅斯，她震驚地發現黑寡婦們被追捕的原因，因為吉納康公司從紅房子的繼任機構-2R購買了一種俄羅斯生物技術，並希望在這之前的所有技術受試者死亡。娜塔莎找到並殺死了黑寡婦謀殺案的主謀，也就是吉納康公司的總監-伊恩·麥克馬斯特(Ian McMasters)，他打算利用寡婦們的部分基因結構來製造一種新的化學武器。在殺死麥克馬斯特後，她與多個政府的特工發生戰鬥，並保護在調查中結識的女孩莎莉·安妮·卡特(Sally Anne Carter)，娜塔莎在夜魔俠和葉蓮娜·貝洛娃的幫助下救出了她。作為回報，她與艾莉崔合作保護馬特的新妻子蜜拉·唐納文，免於受到聯邦調查局和其他人的傷害，葉蓮娜則同意超智機構與九頭蛇將她改造為新的超級適應體。

### 内戰
在內戰期間，娜塔莎是《超人登記法》的支持者，並成為鋼鐵人領導的特遣隊成員。之後，註冊的娜塔莎加入了重組的復仇者聯盟。神盾局局長-尼克·弗瑞被認為被暗殺，副局長瑪麗亞·希爾則受到重傷，因此娜塔莎作為在場的最高級別特工，負責臨時指揮神盾局。
後來，東尼·史塔克指派娜塔莎將已故美國隊長的盾牌運送到一個安全的地方，但被她的前情人、酷寒戰士巴奇·巴恩斯攔截，巴奇偷走了盾牌。娜塔莎和獵鷹從紅骷髏的部下手中救出巴恩斯，並將他帶到神盾局的升空母艦，史塔克說服巴奇成為新的美國隊長。娜塔莎則作為巴奇的搭檔，短暫陪伴他，直到她被神盾局召回。後來她再次幫助巴奇和獵鷹對抗紅骷髏，營救雪倫·卡特。她和巴奇重新開始了他們的關係。她後來在抓獲赫拉克勒斯的行動中發揮了重要作用。不過，出於對希臘神明的尊重，她還是放了他。娜塔莎和其他復仇者捲入了史克魯爾人入侵。之後，她作為巴奇的搭檔留在了神盾局。

### 雷霆特攻隊
諾曼·奧斯朋發現葉蓮娜闖入了一個廢棄的神盾局設施，諾曼任命她為新雷霆特攻隊的領導者。在她的第一次任務中，她和特工隊成員黑蟻人(艾瑞克·歐·葛雷迪)控制了空軍一號，奧斯朋、參孫博士和美國總統都在飛機上。在她與幽靈的談話中，暗示了這個葉蓮娜可能是別人偽裝成的。並與尼克·弗瑞有私下聯繫。
奧斯朋命令葉蓮娜率領雷霆特攻隊殺死前特工隊成員歌鳥。尼克·弗瑞則命令葉蓮娜營救並找回歌鳥，並從歌鳥那獲取與奧斯朋及他的計畫有關的資訊。葉蓮娜找到了歌鳥，並偷偷告訴她，自己實際上是娜塔莎·羅曼諾娃，偽裝為葉蓮娜·貝洛娃，在奧斯朋底下臥底。她試圖把歌鳥送到弗瑞那裡，但雷霆特攻隊也跟著他們。但這一切原來是奧斯朋的詭計，他冒充弗瑞，傳遞給娜塔莎假命令，讓她將他們引向弗瑞的藏身處，弗瑞、娜塔莎和歌鳥三人均被捉住。娜塔莎和鳴鳥被帶去處決，但特工隊的其中幾名成員:黑蟻人、斬首者、幽靈和帕拉丁，幫助她打敗其餘的特工隊成員，並讓她們逃走。

### 英雄时代
在“英雄时代”的开始，娜塔莎被史蒂夫·罗杰斯招募进复仇者联盟内部的一个新的秘密行动组，这个行动组后来被称之为“秘密复仇者”。她和她的新队友女武神前往迪拜执行一个任务，她们在那里盗走了一个接下来会被藍獸研究的危险物品，并指出它与毒蛇王冠可能有关系。 而在故事“葛蓓莉亚（Coppelia）”里，娜塔莎遇到了一个自己的青少年克隆体，她的代号是“舞妹（Tiny Dancer）”；娜塔莎将她从军火商那拯救出来。

### 恐惧本身
在“恐懼本身”的故事中，黑寡妇与游隼被派往马赛去处理一起由速战制造的人质事件。速战和他的一群雇佣兵正试图利用对巴黎事件的恐慌来窃取法国的核武库。

### 地球末日
在“地球末日”故事情節中，娜塔莎是在復仇者聯盟被邪惡六人組擊敗後僅剩的三位英雄之一，她幫助銀貂和蜘蛛人追蹤邪惡六人組的蹤跡。鈦人與娜塔莎聯繫，警告她和她的盟友有關八爪博士試圖召集其他反派對抗蜘蛛人的計畫。之後在與受到八爪博士控制的復仇者聯盟的戰鬥中，她和鷹眼一起被鋼鐵人擊倒。

### 秘密战争
在秘密戰爭 (2015)事件中，娜塔莎加入了正史宇宙的超級英雄和終極宇宙的超級英雄團體-明日之子(Children of Tomorrow)之間的決鬥。她駕駛一艘載有少數被精心挑選的人的飛船，由女蜘蛛人 (潔西卡·德魯)擔任副駕駛。然而她的飛船在戰鬥中被擊落，她也在爆炸中喪生。
由於在“最後的日子”故事中，終極宇宙即將崩潰，黑寡婦與美國隊長站在一座建築物的屋頂上，美國隊長給了她一份需拯救的人員名單。她告訴山姆，她無法拯救所有人，山姆告訴娜塔莎，她的工作是在地球被毀滅之前協助盡可能多的人拯救他們。她離開後，她的思緒轉移到冷戰時期的俄羅斯，年輕的娜塔莎在臭名昭著的“紅房子”與兩名俄羅斯工作人員交談。她接到了她的第一個任務：前往古巴並找到一個名為科米恩薩(Comienzas)的家庭，他們面臨勞爾·卡斯楚政權的威脅，並且可能掌握對俄羅斯至關重要的信息。娜塔莎被告知要與另一名特工、她的同學瑪麗娜(Marina)會合，並以一名俄羅斯女商人的名義與家人交朋友。並向他們保證她的能力。當其中一名警官因她的年紀質疑她的能力時，另一名警官向他保證，“她是個殺手。她不會讓人失望的。”娜塔莎在古巴遇到了瑪麗娜，這兩個朋友在與科米恩薩家庭會面之前，在當地一家酒吧及時會面了。她利用自己的口才及演技，讓夫妻倆相信她正在尋求內幕消息，以幫助她將各種商品進口到該國。科米恩薩家庭解釋說他們不能透露這些資訊，於是娜塔莎接著向瑪麗娜說這個家庭可能需要“一點點推動”。很快，她就開始了她的行動，使這家人陷入絕望。首先，她在他們家門口插了一面美國國旗，並假裝有人指責他們要叛逃到美國。後來在與紅房子的一名俄羅斯軍官會面並報告她的進展後，她發現這次嘗試並沒有讓這家人“完全絕望”，她又在他們家外引爆了一枚汽車炸彈。汽車炸彈爆炸後，娜塔莎說家人確實絕望了，並答應告訴他們有關的資訊。在讓娜塔莎走之前，俄羅斯軍官告訴她，在任務結束前還有一項額外的任務：瑪麗娜太迷戀她的平民偽裝了，可能會產生了安全風險。因此娜塔莎將不得不除掉她。之後，娜塔莎和瑪麗娜正試圖幫助一個家庭叛逃。娜塔莎收到的的命令很簡單：在公眾場合殺死那對父母。娜塔莎甚至問她的老闆，是否也要殺死孩子，她的老闆對他的無情感到有些害怕，並告訴她不必了。收到了命令後，她與那家庭安排了一次見面，並使用狙擊步槍，很快就殺死了那對父母。接著，她射殺了瑪麗娜的男朋友，然後射殺瑪麗娜本人。她甚至射殺了瑪麗娜的貓。回到現在，黑寡婦在努力的拯救人們，她救了一個抱著貓的男人，這景象觸發了她的這段回憶，也解釋了她黑暗的過去即是她現在努力幫助人們的原因。

### 秘密帝國
在“秘密帝國”故事情節中，美國大部分地區都被美國隊長所領導的九頭蛇接管時，黑寡婦成為了地下抵抗組織的一員，美國隊長是被宇宙魔方的化身-柯比克(Kobik)給“洗腦”了，讓他相信自己從孩提時代起就是九頭蛇特工，鷹眼集結赫拉克勒斯和快銀，準備組成小隊去尋找宇宙魔方的碎片，並將羅傑斯回復正常。但黑寡婦決定單獨出發，前往暗殺羅傑斯，她的理由是即使事實真的是這樣，羅傑斯這個人寧願死也不願被九頭蛇利用。接著，她發現自己被其他英雄們跟蹤了。在她準備用狙擊步槍暗殺美國隊長時，「蜘蛛人」麥爾斯·莫拉雷斯現身並與美國隊長戰鬥，美國隊長隨後丟出的盾牌打斷了娜塔莎的脖子，殺死了她。儘管最後真正的史帝夫·羅傑斯歸來，且九頭蛇垮台了，但娜塔莎的死和其他傷亡已不復回來。

### 克隆事件
然而，許多九頭蛇的幹部及娜塔莎的舊敵人都陸續被暗殺，酷寒戰士巴奇相信暗殺者就是已死去的娜塔莎。
原來在黑寡婦死後，紅房子利用黑寡婦行動計畫，製作了一系列黑寡婦的克隆人。蘇聯超級士兵熊沙賄賂紅色厄普西隆，讓他將娜塔莎的記憶輸入到其中一個克隆人中，並偷偷破壞此計畫。黑寡婦克隆人被要求去除掉九頭蛇和神盾局的遺留物，克隆人向酷寒戰士和鷹眼展示了自己的身分，同時殺死了孤兒製造者。為了防止酷寒戰士和鷹眼干涉，黑寡婦克隆人將他們鎖在一個安全屋裡。黑寡婦克隆人進入紅房子，同時暗中說服新兵反抗他們的主人。當酷寒戰士和鷹眼到達紅房子時，複製人黑寡婦殺死了她的上司，解放新兵，並摧毀所有的複製人及紅色厄普西隆。接著，複製人黑寡婦離開了紅房子，她留下了一張紙條，要求鷹眼停止跟蹤她，並請酷寒戰士和她一起摧毀紅房子。
在“無限倒數”的故事中，黑寡婦克隆人正在追蹤了復活的金剛狼留下的線索。她發現金剛狼將無限寶石中空間寶石留給了她處理。黑寡婦克隆人找到了能夠處理空間寶石的奇異博士。奇異博士說他們需要重新組成無限守望者，以預防無限寶石被像薩諾斯這類的敵人奪走。
美國隊長派黑寡婦克隆人化名為天使(Angel)，滲透羅克森能源公司，獲取情報並監視活人武器-H武器。她以天使的身分陪同H武器和他指定的羅克森小組(隊伍中包括了寇格與泰坦妮亞)通過傳送門前往摩根娜勒菲統治的奇異世界。黑寡婦表示她的任務就是將羅克森小組安全撤離這個奇異世界。她幫助嘉莉·艾斯波尼薩博士(Carrie Espinoza)和羅克森的人造人士兵打撈了一塊充滿摩根娜勒菲神秘能量的奇異水晶，艾斯波尼薩博士向黑寡婦表示，這水晶可以為整個紐約提供整整10年的電力。接著他們看到了受到摩根娜勒菲控制的H武器在和寇格戰鬥，這時羅克森總部的索尼婭·宋(Sonia Sung)聯繫了黑寡婦。黑寡婦幫助索尼婭逃離H武器的攻擊，索尼婭成功讓H武器擺脫控制。此時羅克森能源公司的CEO-達里奧·艾格(Dario Agger)也到達了奇異世界，達里奧還有一個不為人知的身分-米諾陶爾。達里奧想殺死奇異世界的居民們並搜刮這裡的所有奇異水晶，但摩根娜勒菲用魔法促使他變身為了米諾陶爾。在H武器將包括黑寡婦在內的所有人通過傳送門撤離後，米諾陶爾攻擊了H武器，表示他毀了他的計畫。此時的摩根娜勒菲軍隊開始朝他們進攻時，H武器通過傳送門離開，對米諾陶爾說“我完成了工作。讓你的人安全回去了。你想像個白痴，一個人呆在這裡，只為控制一個你沒有權利控制的世界嗎?。” 受了傷的米諾陶爾最後及時逃離了奇異世界，並依照承諾，給H武器和索尼婭·宋提一筆酬勞和新的身份。

## 能力與裝備
黑寡婦通過生物技術增強了她的體能，使她的身體能夠抵抗衰老和疾病，治癒能力亦比正常人類高。她的白血球細胞也一起被強化，使它們能有效地抵抗大多數的細菌和其他威脅，讓她的身體能保持健康，不會受到疾病感染。
黑寡婦擁有天才級的智商、高超的演技和口才，她可以完美地掩飾她的真實情緒及意圖。與美國隊長一樣，她擁有快速處理多個信息流（例如評估威脅）和快速響應不斷變化的戰術情況的能力以及接受過廣泛的間諜訓練。
黑寡婦是一名世界級的運動員、體操運動員、雜技演員和空中飛人，能夠完成很多十分複雜的動作和壯舉。她可以輕鬆地協調身體的平衡性、靈活性和靈巧性，是一位多才多藝的芭蕾舞演員。她精通於多種武術，如柔術、合氣道、拳擊、柔道、空手道、法國踢腿術、忍術、各種風格的功夫和劍術以及桑搏。她能夠熟練使用手槍、狙擊步槍、警棍和刀等多種武器。
她亦是一名熟練的催眠師。她綜合運用了多種技巧，例如眼神接觸、催眠式對話模式和對心靈的撫慰，影響對象思想，植入催眠命令，甚至能夠影響記憶和個性。
在裝備方面，黑寡婦使用了一些由蘇聯的科學家和技術人員發明的各種設備，後來由神盾局的科學家和技術人員進行了改進。她通常戴著一個形狀十分獨特的手鐲“寡婦螫”，可以發射高達30,000伏特的靜電能量，以及“寡婦絲”鉤爪和催淚彈，目前她的最新裝備是“寡婦之吻”-能夠即時迷暈對方的氣體。她穿著一種金屬圓盤腰帶，腰帶內裝有塑料炸藥，也有空間容納其他裝備。她的服裝由合成彈力織物製成，手指和腳上裝有微型吸盤，使她能夠黏附在牆壁和天花板上。她也會使用刀和各種槍支。在偽裝成葉蓮娜·貝洛娃，加入雷霆特攻隊時，她裝備了特殊的多鏡頭護目鏡/頭盔，這種裝備能夠增強視覺，同時也能與人聯絡。後來，在與新任美國隊長一起冒險的過程中，她使用了基於寡婦螫手腕彈藥筒改造的改裝槍。

## 其他媒体

### 電影
- 漫威電影宇宙：由史嘉蕾·喬韓森飾演黑寡婦。
  - 《鋼鐵人2》（2010年）[40]
  - 《復仇者聯盟》（2012年）
  - 《美國隊長2》（2014年）[41]
  - 《復仇者聯盟2：奧創紀元》（2015年）
  - 《美國隊長3：英雄內戰》（2016年）[42][43]
  - 《復仇者聯盟3：無限之戰》（2018年）
  - 《驚奇隊長》（2019年）：片尾客串
  - 《復仇者聯盟：終局之戰》（2019年）
  - 《黑寡婦》（2021年）

### 電視
- 《復仇者聯盟：史上最強英雄戰隊》：由凡妮莎·馬歇爾（英语：Vanessa Marshall）配音。
- 《復仇者聯盟之正義出擊（英语：Avengers Assemble (TV series)）》：由蘿拉·貝莉配音[44]。
- 漫威電影宇宙
  - 《無限可能：假如…？》第一季（2021年）[45]：動畫劇集，由蕾克·貝爾聲演。

### Podcast
- 《漫威廢土之民（英语：Marvel's Wastelanders）》：由蘇珊·莎蘭登聲演「黑寡婦」娜塔莎·羅曼諾娃。

### 遊戲
- 《漫威英雄 Online》
- 《MARVEL未來之戰》：手機遊戲，黑寡婦是玩家可使用角色之一。
- 《漫威超級戰爭》
- 《漫威復仇者聯盟》：由蘿拉·貝莉配音。
- 《MARVEL未來革命》
- 《漫威爭鋒》：由蘿拉·貝莉配音。

## 迴响评价
黑寡妇在《向导杂志》上被评为最伟大的漫画人物第176名。 IGN则将她列为最伟大的漫画人物第74位，并评价“即使阴谋与背叛仍在进行，你都可以期待黑寡妇来拯救这一切”。 她同时还入选IGN“50大复仇者排行榜”并排名第42名。 黑寡妇在《漫画买手指南》所评选的“百大漫画性感女性”中名列31位。

## 相关漫画
| #                | 标题                                  | 所涉故事                                                                                   | 出版日期       | 国际标准书号   |
| ---------------- | ------------------------------------- | ------------------------------------------------------------------------------------------ | -------------- | -------------- |
|                  | 《黑寡妇 第一卷：归途》               | 《黑寡妇》第二卷第1集至第6集                                                               | 2005年5月11日  | 0-7851-1493-9  |
|                  | 《黑寡妇 第二卷：流言》               | 《黑寡妇》第三卷第1集至第6集                                                               | 2006年6月7日   | 0-7851-1768-7  |
|                  | 《黑寡妇：寡妇之刺》                  | 《悬疑故事》第52期、《超凡蜘蛛侠》第86期、《惊奇冒险》第二卷第1期至第8期、《夜魔侠》第81期 | 2009年9月2日   | 0-7851-3794-7  |
|                  | 《黑寡妇：致命起源》                  | 《黑寡妇：致命起源》第1期至第4期                                                           | 2010年3月17日  | 0-7851-4301-7  |
|                  | 《黑寡妇：阴谋网络》                  | 《漫威号角》第10期至第13期、《奇妙冒险》第25期、《黑寡妇：至冷之战》                       | 2010年4月7日   | 0-7851-4474-9  |
|                  | 《黑寡妇与漫威少女》                  | 《黑寡妇与漫威少女》第1期至第4期                                                           | 2010年4月21日  | 978-0785146995 |
|                  | 《黑寡妇：玫瑰之名》                  | 《黑寡妇》第四卷第1期至第5期，《迈入英雄年代》单本漫画                                     | 2011年1月5日   | 0-7851-4354-8  |
|                  | 《黑寡妇：吻与刎》                    | 《黑寡妇》第四卷第6期至第8期，《钢铁侠：吻与刎》单本漫画                                   | 2011年8月10日  | 0-7851-4701-2  |
|                  | 《鹰眼与仿声鸟 / 黑寡妇：寡妇制造者》 | 《孤胆复仇者》第16期至第18期、《寡妇制造者》第1期至第4期                                   | 2011年4月20日  | 0-7851-5205-9  |
|                  | 《黑寡妇：小蜘蛛》                    | 《黑寡妇》第一卷第1期至第3期、《黑寡妇》第二卷第1期至第3期                                 | 2011年11月16日 | 0-7851-5827-8  |
|                  | 《漫威复仇者：黑寡妇出击》            | 《漫威复仇者：黑寡妇出击》第1期至第3期                                                     | 2012年9月19日  | 978-0785165682 |
|                  | 《美国队长与黑寡妇》                  | 《美国队长与黑寡妇》第636期至第640期                                                       | 2013年2月26日  | 978-0785165286 |
| 《黑寡妇》第五卷 |                                       |                                                                                            |                |                |
| 1                | 细线                                  | 《黑寡妇》第五卷第1期至第6期、《全新漫威Now》第一卷                                        | 2014年7月29日  | 978-0785188193 |
| 2                | 密网                                  | 《黑寡妇》第五卷第7期至第12期、《出版者》（2014）第9期                                     | 2015年2月3日   | 978-0785188209 |
| 3                | 末日                                  | 《黑寡妇》第五卷第13期至第20期                                                             | 2015年10月13日 | 0785192530     |
| 《黑寡妇》第六卷 |                                       |                                                                                            |                |                |
| 1                | 神盾局通缉令                          | 《黑寡妇》第六卷第1期至第6期                                                               | 2016年11月8日  | 978-0785199755 |
| 2                | 无更多之秘                            | 《黑寡妇》第六卷第7期至第12期                                                              | 2017年5月9日   | 978-0785199762 |